# 亚斯诺戈尔斯克 (外贝加尔边疆区)
亚斯诺戈尔斯克（羅馬化：Yasnogorsk）是俄罗斯外贝加尔边疆区的市级镇，属奥洛维扬纳亚区，位于鄂嫩河沿岸地区，在区行政中心奥洛维扬纳亚东偏南、边疆区首府赤塔东南方。
该地2021年人口有6,495人；2010年人口8,873；2002年人口9,747；1989年人口7,546。